# Sineu
Sineu (hiszp. Sinéu)  – gmina w Hiszpanii, w prowincji Baleary, we wspólnocie autonomicznej Balearów, o powierzchni 47,74 km². W 2011 roku gmina liczyła 3763 mieszkańców.